# Rentjärnen (Viksjö socken, Ångermanland)
Rentjärnen är en sjö i Härnösands kommun i Ångermanland och ingår i Indalsälvens huvudavrinningsområde.